# 1961 في الأردن
فيما يلي قوائم الأحداث التي وقعت خلال عام 1961 في الأردن.